# تصفيات كأس العالم 1974
شارك 99 فريقًا في تصفيات كأس العالم 1974، حيث تنافسوا على 16 مركزًا في البطولة النهائية، تأهلت ألمانيا، بصفتها الدولة المضيفة، والبرازيل، بصفتها حاملة اللقب، تلقائيًا، تاركة 14 مركزًا مفتوحًا للمنافسة.

## المنتخبات المتأهلة

### الاتحاد الآسيوي لكرة القدم واتحاد أوقيانوسيا لكرة القدم
تأهلت أستراليا

### الاتحاد الأفريقي لكرة القدم
تأهلت زائير .

### اتحاد أمريكا الشمالية والوسطى والبحر الكاريبي لكرة القدم (كونكاكاف)
تأهلت هايتي .

### اتحاد أمريكا الجنوبية لكرة القدم
المجموعة الأولى- تأهلت الأوروغواي .
المجموعة الثانية - تأهلت الأرجنتين .
المجموعة الثالثة: تقدمت تشيلي إلى المباراة الفاصلة بين القارات.

### الاتحاد الأوروبي لكرة القدم
المجموعة الأولى - تأهلت السويد .
المجموعة الثانية - تأهلت إيطاليا .
المجموعة الثالثة: تأهلت هولندا .
المجموعة الرابعة - تأهلت ألمانيا الشرقية .
المجموعة الخامسة - تأهلت بولندا .
المجموعة السادسة - تأهلت بلغاريا .
المجموعة السابعة: تأهلت يوغوسلافيا .
المجموعة الثامنة - تأهل اسكتلندا .
المجموعة 9 - تقدم الاتحاد السوفيتي إلى المباراة الفاصلة بين القارات.

## الفرق المؤهلة

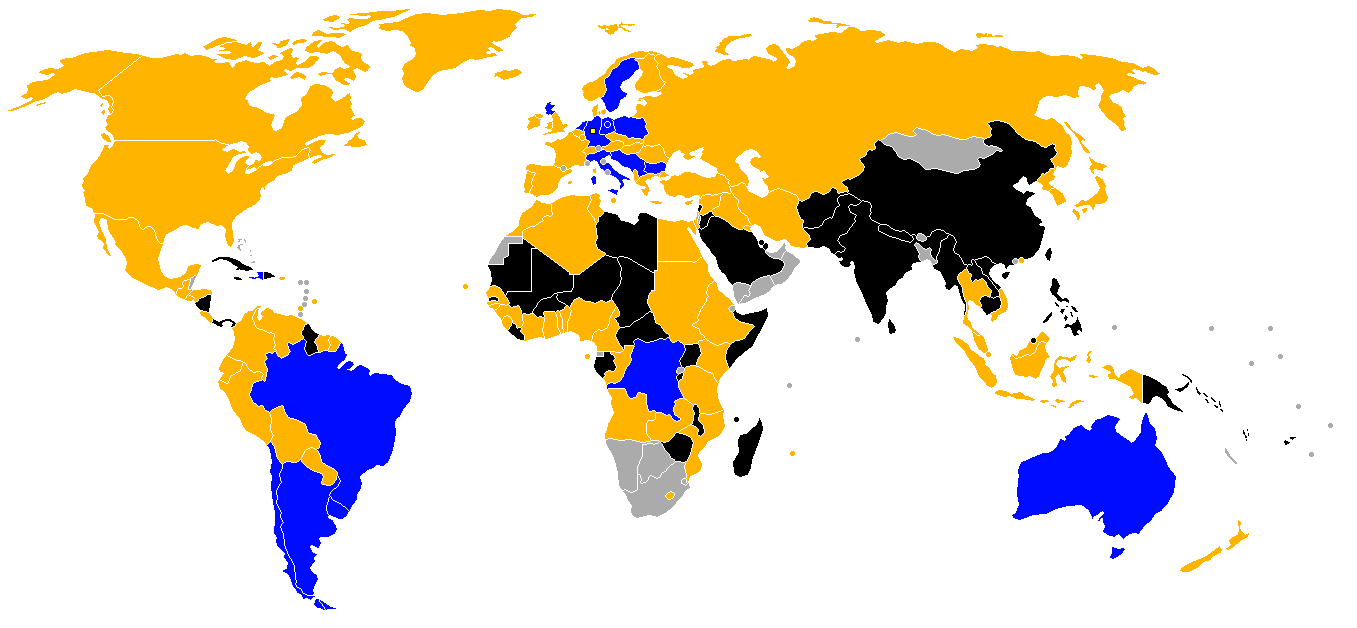
حالة التأهيل النهائي
البلد المتأهل لكأس العالم
البلد غير المتأهل
البلد الذي لم يلعب كأس العالم
البلد غير عضواً في الفيفا

| فريق                           | تاريخ التأهيل  | ظهور النهائيات | سلسلة الإنتصارات | آخر ظهور |
| ------------------------------ | -------------- | -------------- | ---------------- | -------- |
| الأرجنتين                      | 7 أكتوبر 1973  | السادس         | 1                | 1966     |
| أستراليا                       | 13 نوفمبر 1973 | الأول          | 1                | -        |
| البرازيل (حامل اللقب)          | 21 يونيو 1970  | العاشر         | 10               | 1970     |
| بلغاريا                        | 14 نوفمبر 1973 | الرابعة        | 4                | 1970     |
| تشيلي                          | 21 نوفمبر 1973 | الخامس         | 1                | 1966     |
| ألمانيا الشرقية                | 13 نوفمبر 1973 | الأول          | 1                | -        |
| هايتي                          | 14 ديسمبر 1973 | الأول          | 1                | -        |
| إيطاليا                        | 20 أكتوبر 1973 | الثامن         | 4                | 1970     |
| هولندا                         | 18 نوفمبر 1973 | الثالث         | 1                | 1938     |
| بولندا                         | 17 أكتوبر 1973 | الثاني         | 1                | 1938     |
| إسكتلندا                       | 26 سبتمبر 1973 | الثالث         | 1                | 1958     |
| السويد                         | 27 نوفمبر 1973 | السادس         | 2                | 1970     |
| الأوروغواي                     | 8 يوليو 1973   | السابع         | 4                | 1970     |
| ألمانيا الغربية (البلد المضيف) | 6 يوليو 1966   | الثامن         | 6                | 1970     |
| يوغوسلافيا                     | 13 فبراير 1974 | السادس         | 1                | 1962     |
| زائير                          | 9 ديسمبر 1973  | الأول          | 1                | -        |

## أفضل الهدافين
12 هدفا
- ستيف ديفيد

11 هدفا
- إيمانويل سانون

7 أهداف
- خريستو بونيف
- يواخيم شترايش
- لويجي ريفا
- يوهان كرويف

## وصلات خارجية
- الموقع الرسمي لكأس العالم - تصفيات كأس العالم 1974
- RSSSF - تصفيات كأس العالم 1974